# Ernst Rüdin

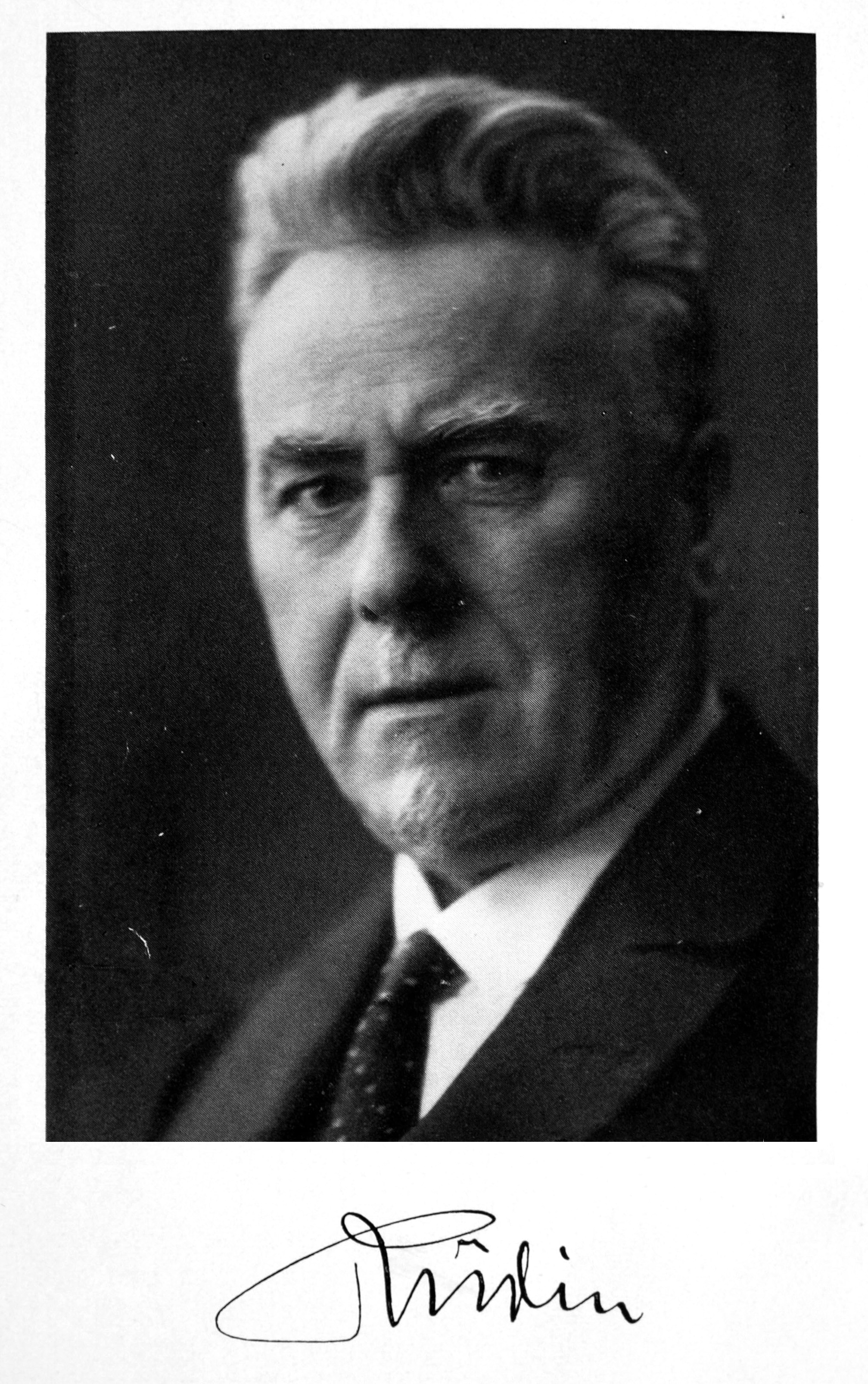
Ernst Rüdin, um 1935

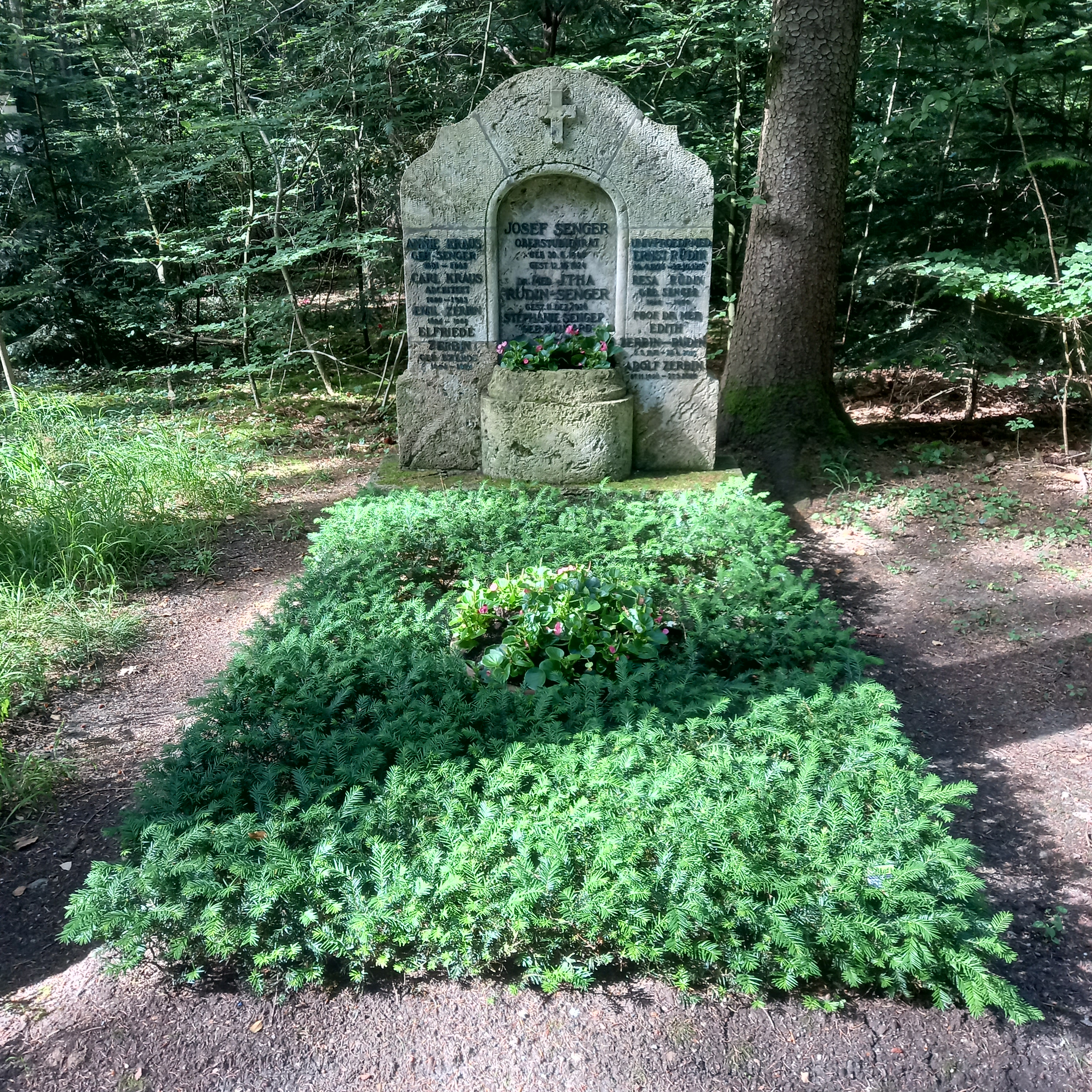
Das Grab von Ernst Rüdin und seiner Ehefrau Resa geborene Senger im Familiengrab Senger auf dem Waldfriedhof (München)

Ernst Rüdin (* 19. April 1874 in St. Gallen; † 22. Oktober 1952 in München) war ein schweizerisch-deutscher Psychiater, Humangenetiker und Rassenhygieniker in der Zeit des Nationalsozialismus.

## Leben
Ernst Rüdin wurde geboren als Sohn eines Lehrers und späteren Textilkaufmanns. Er hatte drei ältere Schwestern; die mittlere war eine der ersten Frauen in der Schweiz, die Medizin studierten: Pauline (1866–1942). Sie heiratete 1890 den Rassenhygieniker Alfred Ploetz. Bereits am Gymnasium wandte sich Rüdin unter dem Einfluss seines Schwagers und dem Vorbild des Psychiaters Auguste Forel folgend der Rassenhygiene und der Abstinenzbewegung zu. Von 1893 bis 1898 studierte er Medizin an den Universitäten Genf, Lausanne, Neapel, Heidelberg, Berlin, Dublin und Zürich. 1898 absolvierte er das Staatsexamen. 1899 wurde er Assistent an der Psychiatrischen Universitätsklinik Zürich (Burghölzli) unter Eugen Bleuler. 1900 ging er für ein Jahr als Assistent zu Emil Kraepelin nach Heidelberg. Danach kehrte er zurück nach Zürich, wo er 1901 mit der Schrift Über die klinischen Formen der Gefängnisspsychosen, die er in Heidelberg erstellt hatte, zum Doktor der Medizin promoviert wurde. Anschließend wechselte er nach Berlin, wo er, nach neurologischer Tätigkeit unter Hermann Oppenheim, ein Volontariat an der Beobachtungsabteilung der Strafanstalt Moabit absolvierte. Seit 1903 plädierte Rüdin für staatliche Eingriffe in die Fortpflanzung unter eugenischen Gesichtspunkten. Er war 1904 Mitgründer sowie Autor und von 1905 bis 1907 hauptamtlicher Redakteur der von Ploetz herausgegebenen Zeitschrift Archiv für Rassen- und Gesellschafts-Biologie, in der Rüdin z. B. Bildungsleistungen von schwarzen Amerikanern, die er als „eine nicht zu unterschätzende Gefahr für die weiße Rasse“ ansah, auf eine „allmähliche Vermischung mit weißem Blut“ zurückführte. 1905 gehörte er zu den Gründungsmitgliedern der von Ploetz präsidierten Gesellschaft für Rassenhygiene.
Im Jahr 1907 ging er Kraepelin folgend nach München, wo er sich 1909 mit der Schrift Über die klinischen Formen der Seelenstörungen bei zu lebenslänglicher Zuchthausstrafe Verurteilten für das Fach Psychiatrie habilitierte. Im selben Jahr wurde er von Kraepelin zum Oberarzt befördert und war mit Ploetz und Max von Gruber Mitgründer der Münchener Gesellschaft für Rassenhygiene, für die er einige Jahre als Vertrauensarzt über die Aufnahme von Mitgliedern entschied. Für die Internationale Hygiene-Ausstellung Dresden 1911 wurde von Gruber und Rüdin auch eine rassenhygienische Abteilung eingerichtet. Zu dieser publizierten sie im selben Jahr einen Ausstellungsführer. 1912 wurde Rüdin in Deutschland eingebürgert.
1913 beauftragte das bayerische Innenministerium Rüdin mit einem psychiatrischen Gutachten zum „Geisteszustand“ des Gymnasialprofessors Heinrich Molenaar. Molenaar war ein europaweit tätiger Aktivist der Impfgegnerschaft (Pockenschutzimpfung) und bayerischer Beamter. Auf der Grundlage dieses Gefälligkeitsgutachten versetzte die Behörde Molenaar in den vorzeitigen Ruhestand, was einem Berufsverbot mit erheblichen Einbußen entsprach. Zu Rüdins Tätigkeit bemerkte Molenaar, „daß er mir zu verstehen gab, wenn ich das Versprechen gebe, den Kampf gegen die Impfung völlig aufzugeben, werde das Gutachten günstig ausfallen.“
Rüdin wurde 1915 zum außerordentlichen Professor für Psychiatrie ernannt.
In der Studie Zur Vererbung und Neuentstehung der Dementia Praecox (1916) entwickelte Rüdin die statistische Methode der „empirischen Erbprognose“, mit der er wissenschaftlich bekannt wurde. Dabei griff er auf methodische Vorarbeiten des Medizinalstatistikers Wilhelm Weinberg zurück, konnte aber mit dieser Studie nicht wie geplant nachweisen, dass Geisteskrankheiten Erbkrankheiten sind.
Als sein Chef Kraepelin 1917 die Deutsche Forschungsanstalt für Psychiatrie in München gründete, übernahm Rüdin die Leitung deren „Genealogisch-Demographischen Abteilung“, die bald zu einem international anerkannten Zentrum der psychiatrisch-genetischen Forschung wurde. In den letzten Monaten des Ersten Weltkriegs und nach dem Ende der Münchner Räterepublik begutachtete er einige Revolutionäre, die er nach psychopathologischen Kriterien abwertete, während er dem Grafen von Arco-Valley, der 1919 den bayerischen Ministerpräsidenten erschossen hatte, „keine Zeichen einer Geisteskrankheit“ unterstellte. 1925 übernahm Rüdin den Lehrstuhl für Psychiatrie an der Universität Basel, der mit der Leitung der Heil- und Pflegeanstalt Friedmatt verbunden war, hielt aber die Leitung seiner Abteilung in München weiter inne. Da er in Basel seine psychiatrisch-genetischen Forschungen nicht im erhofften Umfang weiterführen konnte, kehrte er 1928, zwei Jahre nach Kraepelins Tod, an die Deutsche Forschungsanstalt für Psychiatrie zurück. 1931 wurde er Geschäftsführender Direktor der Forschungsanstalt; die Forschungsanstalt war 1924 als „Kaiser-Wilhelm-Institut für Psychiatrie“ in die Kaiser-Wilhelm-Gesellschaft aufgenommen worden. Rüdin gehörte zudem dem Wissenschaftlichen Beirat der 1930 dem Kaiser-Wilhelm-Institut für Psychiatrie unterstellten, von Theodor Viernstein geleiteten Kriminalbiologischen Sammelstelle an.
Im Jahr 1932 wurde Rüdin als Nachfolger von Charles Davenport zum Präsidenten der International Federation of Eugenics Organizations gewählt; 1936 folgte ihm Torsten Sjögren als Vorsitzender dieses internationalen Zusammenschlusses.
Nach der Machtübernahme der Nationalsozialisten kam es zu einer engen Zusammenarbeit der neuen Machthaber mit dem renommierten Wissenschaftler Rüdin sowie mit z. B. Robert Ritter. Rüdin war als Vorsitzender der Gesellschaft Deutscher Neurologen und Psychiater „einer der wichtigsten Legitimationsträger der nationalsozialistischen Gesundheits- und Wissenschaftspolitik“. Seine Abteilung bei der Deutschen Forschungsanstalt für Psychiatrie wurde mit Mitteln der Reichskanzlei unterstützt. 1933 wurde er Obmann der Arbeitsgemeinschaft II für Rassenhygiene und Rassenpolitik des Sachverständigen-Beirats für Rassen- und Bevölkerungspolitik beim Reichsminister des Innern und führte zudem den Titel „Kommissar des Reichsinnenministers für die Deutsche Gesellschaft für Rassenkunde“. Das Gesetz zur Verhütung erbkranken Nachwuchses vom 14. Juli 1933, mit dem „biologisch minderwertige[s] Erbgut“ durch Zwangssterilisation ausgeschaltet werden sollte, basierte unter anderem auf Rüdins „Erbprognosen“. Im Auftrag der Reichsregierung verfasste er zusammen mit Arthur Gütt und Falk Ruttke den amtlichen Kommentar zum Gesetz. Darin bezeichnete er 1935 das Gesetz als „die humanste Tat der Menschheit“.

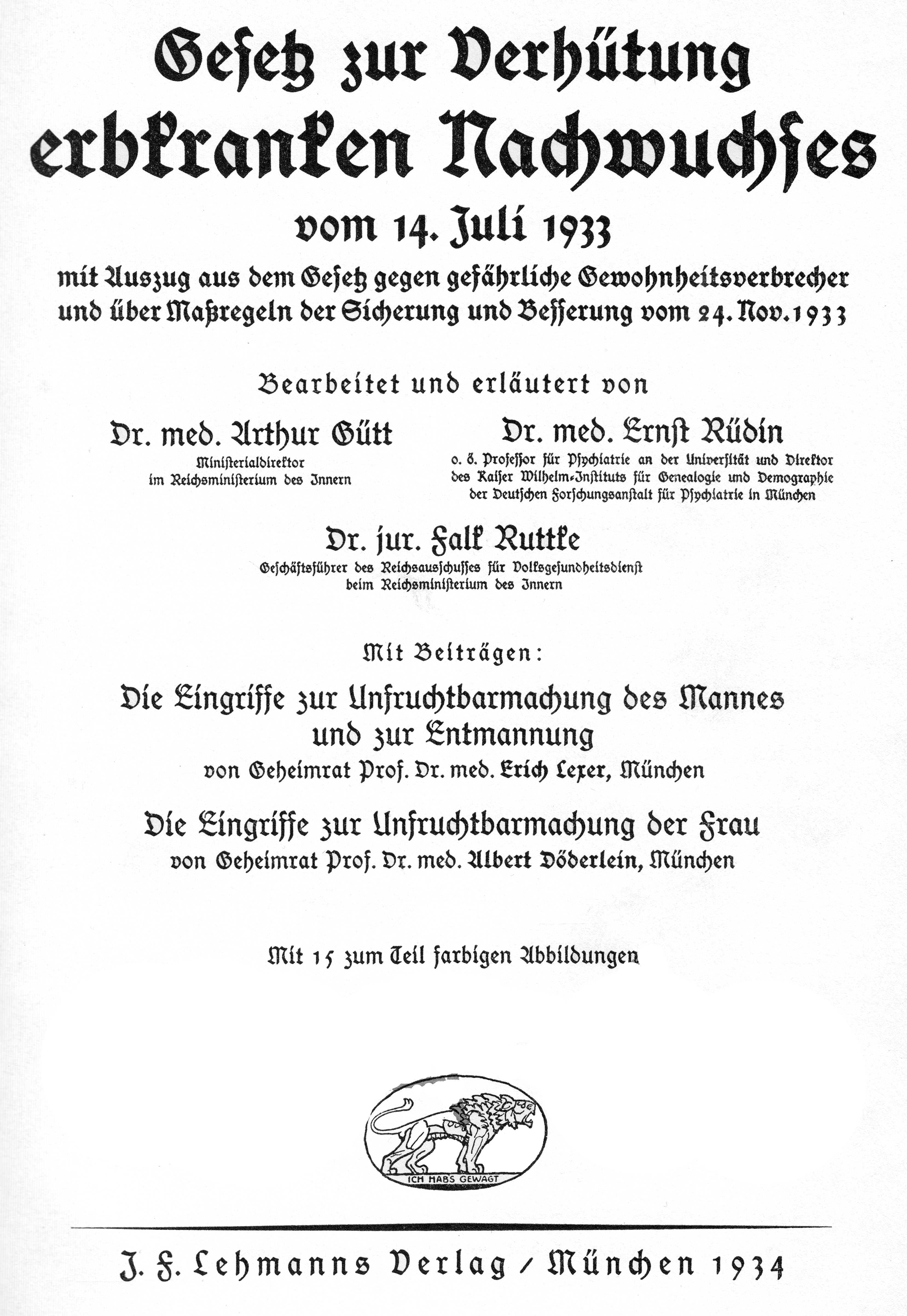
Titelblatt von: Arthur Gütt/Ernst Rüdin/Falk Ruttke: Gesetz zur Verhütung erbkranken Nachwuchses vom 14. Juli 1933. München 1934.

Im Mai 1934 referierte Rüdin auf der Jahreshauptversammlung des Deutschen Vereins für Psychiatrie in Münster: „Der Psychiater muß sich mit den Gesunden gegen Erbkranke verbünden. […] Dem hohen Zuchtziel einer erbgesunden, begabten, hochwertigen Rasse muß der Psychiater dienstbar sein“. Von 1934 bis 1943 war Rüdin Beisitzer beim Erbgesundheits-Obergericht in München. Robert Ritter erhielt 1935, aufgrund einer Empfehlung von Ernst Rüdin, vom Reichsgesundheitsamt den Auftrag, „eine gründliche rassenkundliche Erfassung und Sichtung aller Zigeuner und Zigeunermischlinge durchzuführen“. Von 1936 bis 1944 leitete er kommissarisch das Institut für Rassenhygiene in München, an dem zuvor Lothar G. Tirala Direktor war.
Am 18. Oktober 1937 beantragte er die Aufnahme in die NSDAP und wurde rückwirkend zum 1. Mai desselben Jahres aufgenommen (Mitgliedsnummer 5.773.608); er trat auch weiteren NS-Organisationen bei, wie der Nationalsozialistischen Volkswohlfahrt (NSV), dem Reichsluftschutzbund und dem NS-Dozentenbund. 1939 verlieh ihm Adolf Hitler, von dem Rüdin 1938 schrieb, dass kein deutscher Fürst, kein deutscher König oder Kaiser jemals von seinem Volke so leidenschaftlich geliebt worden sei, die Goethe-Medaille für Kunst und Wissenschaft. Während des Zweiten Weltkriegs unternahm Rüdin zusammen mit Fritz Roeder im Auftrag der Luftwaffe Untersuchungen Über das chemische Verhalten des Hirnparenchyms und des Liquorsystems bei Sauerstoffmangel, die auf Menschenversuchen beruhten.
Im Jahr 1943, als Rüdin bereits bekannt war, dass „Rassenhygiene“ als Deckbezeichnung für die Mordtaten des NS-Regimes stand, schrieb er, es sei „das unvergängliche geschichtliche Verdienst Adolf Hitlers und seiner Gefolgschaft, über die rein wissenschaftlichen Erkenntnisse hinaus den ersten wegweisenden und entscheidenden Schritt zur genialen rassenhygienischen Tat in und am Deutschen Volk gewagt zu haben“. Die Tätigkeit des Psychiaters soll Rüdin als nicht nur nutzlos, sondern schädlich bezeichnet haben, da Psychiater „menschenmordende Ausmerze“ verhindern und den „Zwangsschutz alles Schwachen, Kranken, Absterbenden“ zu fördern würden.
Im Mai 1945 wurde dem einst einflussreichsten Psychiater der Zeit des Nationalsozialismus das Schweizer Bürgerrecht entzogen. Die US-Militärregierung enthob Rüdin im Herbst 1945 seines Amtes und internierte ihn im Dezember 1945. Im folgenden Entnazifizierungsverfahren wurde er als „Minderbelasteter“ und nach einer Bewährungsfrist als „Mitläufer“ eingestuft. Bereits 1946 wurde er wegen Krankheit freigelassen, nachdem Max Planck sich für ihn eingesetzt und geschrieben hatte, dass sich Rüdin „niemals in seiner wissenschaftlichen Arbeit durch politische Motive“ habe beeinflussen lassen. Als Rüdin 1952 starb, stand in der Todesanzeige des Max-Planck-Instituts für Psychiatrie, Rüdin sei „einer der hervorragendsten Begründer der genetischen Forschung in der Psychiatrie“ gewesen. Rüdins Nachfolger Willibald Scholz, der Gehirne ermordeter Kinder aus Eglfing-Haar und Kaufbeuren hatte verarbeiten lassen, schrieb am 3. November 1952 an den Dekan der Medizinischen Fakultät München, dass Rüdin „sich durch die Verhinderung der Politisierung unserer Forschungenanstalt unvergeßliche Verdienste erworben“ habe.

## Familie
Ernst Rüdin war zweimal verheiratet. 1920 heiratete er Ida Editha „Itha“ Senger, Tochter des Gymnasialkonrektors Joseph Senger. Nachdem seine Ehefrau 1926 gestorben war, heiratete er 1929 deren Schwester Theresia Ida „Resa“ Senger. Aus der ersten Ehe hatte er eine Tochter, Edith Zerbin-Rüdin (1921–2015), die ebenfalls Psychiaterin und Humangenetikerin wurde.

## Auszeichnungen und Ehrungen
- 1932: Wahl zum Mitglied der Deutschen Akademie der Naturforscher Leopoldina[21]
- 1939: Goldene Gedenkmünze, bei einer Feierstunde der Universität Jena am 26. Mai 1939.[22]
- 1939: Goethe-Medaille für Kunst und Wissenschaft. im April[23]
- 1944: Adlerschild des Deutschen Reiches, zum 70. Geburtstag Rüdin
- 1944: Ehrenbürgerurkunde der Friedrich-Schiller-Universität Jena[24]

## Schriften
Monographien:
- Über die klinischen Formen der Gefängnispsychosen. Berlin 1901 (Dissertation, Universität Zürich, 1901).
- Über die klinischen Formen der Seelenstörungen bei zu lebenslänglicher Zuchthausstrafe Verurteilten. Wolf, München 1909 (Habilitationsschrift, Universität München, 1909).
- Zur Vererbung und Neuentstehung der Dementia praecox (= Studien über Vererbung und Entstehung geistiger Störungen. Teil 1). Springer, Berlin 1916 (Der angekündigte Teil 2 erschien nicht mehr).
- mit Arthur Gütt und Falk Ruttke: Gesetz zur Verhütung erbkranken Nachwuchses vom 14. Juli 1933, mit Auszug aus dem Gesetz gegen gefährliche Gewohnheitsverbrecher. Bearbeitet und erläutert. Lehmann, München 1934; 2. Auflage, nebst Verordnung vom 5. Dezember 1933 über die Ausführung des Gesetzes, Auszug aus dem Gesetz gegen gefährliche Gewohnheitsverbrecher und über Maßregeln der Sicherung und Besserung vom 24. November 1933, ebenda 1936.
- Rassenhygiene im völkischen Staat. Tatsachen und Richtlinien. Lehmann, München 1934; 2., neu bearbeitete Auflage 1936.

Aufsätze:
- Erbbiologisch-psychiatrische Streitfragen. In: Zeitschrift für die gesamte Neurologie und Psychiatrie. Band 108, Nr. 1/3, 1927, S. 274–297, doi:10.1007/BF02863969.
- Psychiatrische Indikation zur Sterilisierung. In: Das kommende Geschlecht. Zeitschrift für Eugenik. Band 5, Nr. 3, 1929, ZDB-ID 391658-3, S. 1–19.
- Die Bedeutung der Eugenik und Genetik für die psychische Hygiene. In: Zeitschrift für psychische Hygiene. Band 3, 1930, ISSN 0372-9745, S. 133–147.
- Ueber Ursachen des endemischen Kropfes und Kretinismus. In: Münchner Medizinische Wochenschrift. Band 79, Nr. 25, 1930, S. 988–993.
- Empirische Erbprognose. In: Archiv für Rassen- und Gesellschaftsbiologie, Band 27, Nr. 3, 1933, S. 271–283.
- Eugenik der Geistesstörungen. In: Congrès international de la population, Paris, 1937. Band 8: Problèmes qualitatifs de la population (= Actualités scientifiques et industrielles. 717, ISSN 0365-6861). Hermann, Paris 1938, S. 206–214.
- (mit Ploetz) Der uns aufgezwungene Krieg und die Rassenhygiene. In: Archiv für Rassen- und Gesellschaftsbiologie, 33. Band, 1939, S. 443–445.

Herausgaben:
- mit Max von Gruber: Fortpflanzung, Vererbung, Rassenhygiene. Illustrierter Führer durch die Gruppe Rassenhygiene der Internationalen Hygiene-Ausstellung 1911 in Dresden. J. F. Lehmanns Verlag, München 1911; 2., ergänzte und verbesserte Auflage 1911.
- Studien über Vererbung und Entstehung geistiger Störungen (= Monographien aus dem Gesamtgebiete der Neurologie und Psychiatrie). Springer, Berlin 1916–1939.
  - Band 1: Ernst Rüdin: Zur Vererbung und Neuentstehung der Dementia praecox. 1916.
  - Band 2: Hermann Hoffmann: Die Nachkommenschaft bei endogenen Psychosen. 1921.
  - Band 3: Josef Lothar Entres: Zur Klinik und Vererbung der Huntingtonschen Chorea. 1921.
  - Band 4: Eugen Kahn: Schizoid und Schizophrenie im Erbgang. Beitrag zu den erblichen Beziehungen der Schizophrenie und des Schizoids mit besonderer Berücksichtigung der Nachkommenschaft schizophrener Ehepaare. 1923.
  - Band 5: Friedrich Stumpfl: Erbanlage und Verbrechen. Charakterologische und psychiatrische Sippenuntersuchungen. 1935.
  - Band 6: Karl Thums: Zur Klinik, Vererbung, Entstehung und Rassenhygiene der Angeborenen Cerebralen Kinderlähmung (Littleschen Krankheit). 1939.
- mit Robert Sommer, Wilhelm Weygandt, Hans Roemer und Paul Nitsche: Zeitschrift für psychische Hygiene. Offizielles Organ des Deutschen Verbandes für psychische Hygiene und Rassenhygiene und des Verbandes Deutscher Hilfsvereine für Geisteskranke. Unter Mitwirkung des Herausgebers der Allgemeinen Zeitschrift für Psychiatrie Georg Ilberg. Band 1–8. Walter de Gruyter & Co., Berlin 1928–1935 (Jährlich 6 Hefte zu je 2 Bogen).
- Erblehre und Rassenhygiene im völkischen Staat. Tatsachen und Richtlinien. Lehmann, München 1934 – 22 Aufsätze, darunter Beiträge von W. Schultze, Th. Mollison, F. Burgdörfer, F. Ruttke, Arthur Gütt, E. Rüdin und E. Kretschmer.
- Arthur Gütt (Hrsg.): Handbuch der Erbkrankheiten. Redigiert von Ernst Rüdin. 6 Bände. Thieme, Leipzig 1937–1942.